# Трёхболтовка

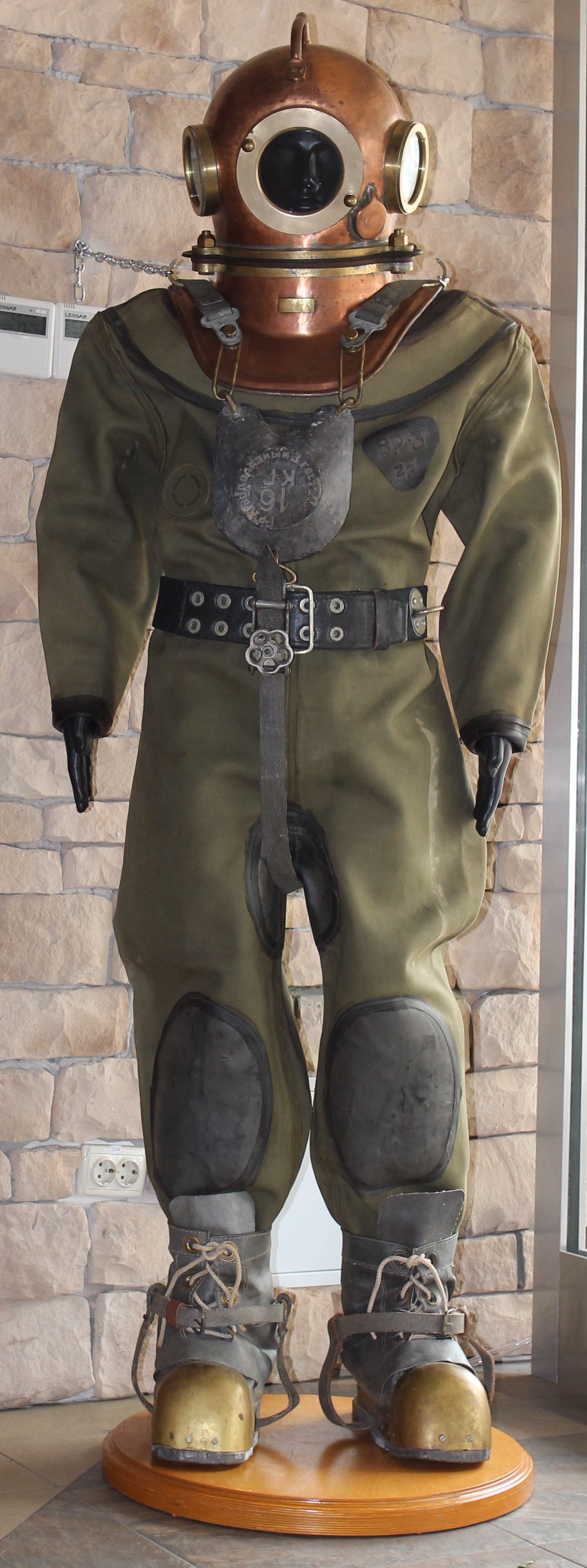
Трёхболтовое водолазное снаряжение

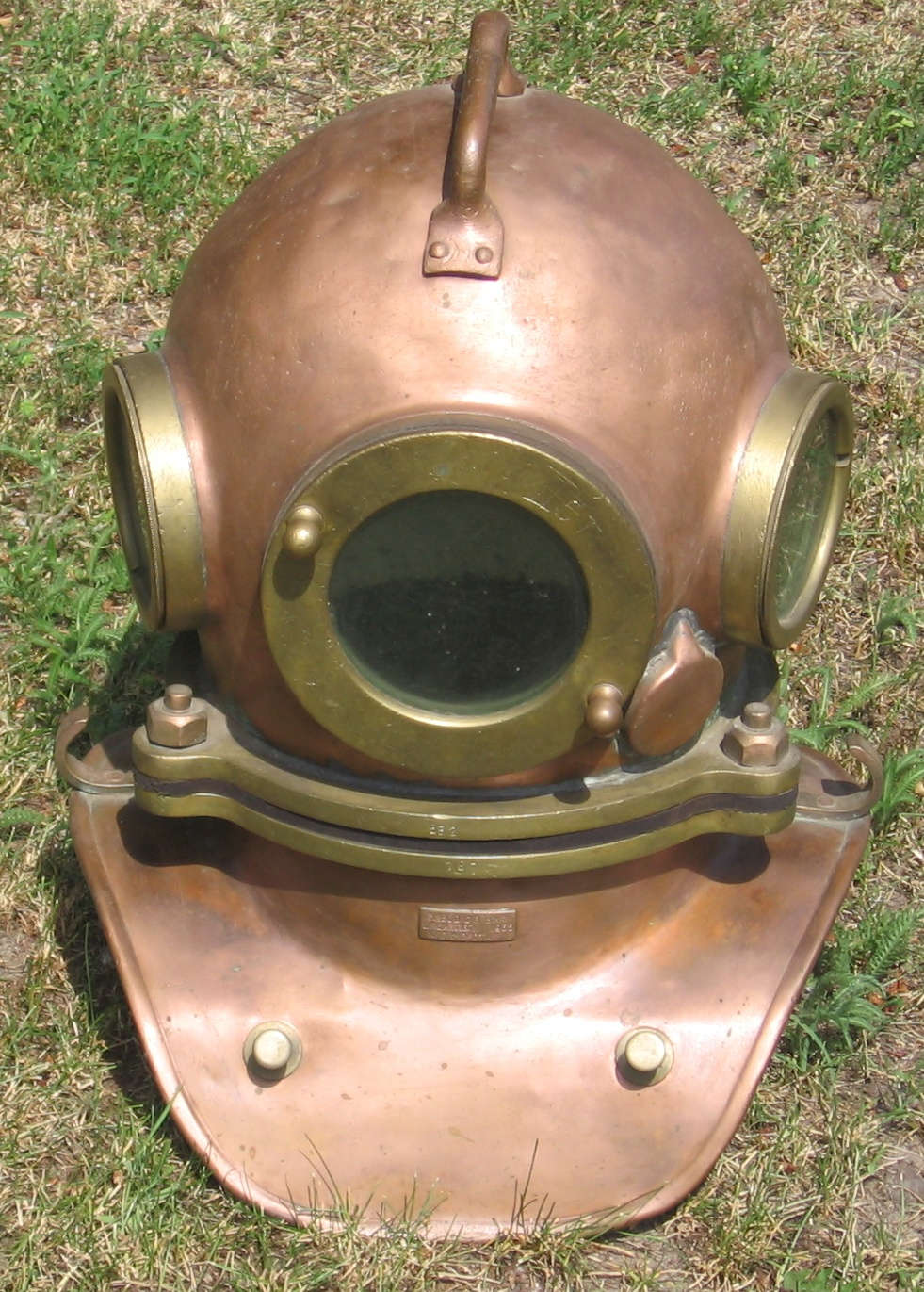
Шлем и манишка от трёхболтового водолазного костюма

Трёхболтовое водолазное снаряжение, «трёхболтовка» — снаряжение для безопасного погружения под воду, классический водолазный костюм.
Данное стандартное водолазное снаряжение используется в российском ВМФ и гражданском флоте с XIX века и по сей день. Им комплектуются водолазные станции морских и рейдовых водолазных ботов, спасательных судов и буксиров. Не изолирует водолаза от давления внешней среды (воды). Оснащается переговорным устройством.
Состав (основные части) трёхболтового снаряжения:
- медный (из листовой красной меди) водолазный шлем с завинчивающимся иллюминатором (смотровым окошком), крепится к манишке тремя болтами (отсюда название). На шлеме размещаются травяще-предохранительные золотниковые клапаны. Толщина стёкол иллюминаторов — 12 мм. Срок службы шлемов — 9 лет.
- водолазная рубаха (водонепроницаемый резиновый комбинезон) с манишкой. Для трёхболтового снаряжения применяются рубахи ВР-3 и ВРЭ-3. Рубахи ВР-3 изготавливаются из трёхслойной прорезиненной материи (тифтик, доместик и шелковистая резина), а ВРЭ-3 — из ткани на капроновой основе. Рубахи изготовляются трёх ростов.
- водолазные галоши (боты с утяжелениями, изготовленными из меди или свинца),
- водолазные грузы (две свинцовых или чугунных отливки массой 16 кг (утяжеленные — 18 кг) каждая, которые размещаются на груди и спине),
- водолазный нож в футляре,
- воздушный шланг или шланг-кабель,
- сигнальный конец или кабель-сигнал,
- водолазное бельё (утепляющий шерстяной костюм).

Объём водолаза, одетого в снаряжение, увеличивается в зависимости от утепляющего костюма и объема воздуха в скафандре на 30-50 дм3. Для погашения положительной плавучести (которая не позволит ему погрузиться), вес водолаза должен быть больше веса воды, вытесненной водолазом, одетым в снаряжение. Для увеличения веса используются водолазные грузы и галоши, которые нейтрализуют положительную плавучесть (подъемную силу) и придают ему необходимую устойчивость под водой. Грузы и галоши снаряжения рассчитаны так, чтобы водолаз при работе мог находиться на грунте, не всплывая, и при этом его вес в снаряжении (отрицательная плавучесть) был больше веса вытесненной им воды.
Утяжелители крепятся двумя плечевыми ремнями поверх манишки и нижним брасом, который пропускается между ног водолаза и застегивается пряжкой у переднего груза. Расположение заднего груза несколько ниже переднего придает водолазу под водой наклон вперед и облегчает его передвижение.
Пара водолазных галош, входящих в состав комплекта, имеет общую массу 21 кг (нормальной массы) или 23 кг (утяжеленные). Утяжеленные грузы и галоши используются при работах на течении и на глубинах более 45 м, а также при спусках в жидкости с очень большой плотностью (в заиленную воду или в глинистый раствор строящейся шахты). Общая масса дополнительного груза водолаза определяется пробными спусками в зависимости от плотности заиленной воды или раствора.
Воздух подаёт электромеханическая воздушная помпа. В штатном режиме помпа работает от электромотора, в аварийном — вручную, 32 оборота в минуту. Применяется для выполнения аварийно-спасательных, судоподъемных и других работ на глубинах до 60 м.
После работы на глубине обязательна декомпрессия.